# 25 de Mayo (1826)
La fragata 25 de Mayo fue un buque de guerra argentino que sirvió como nave capitana de la escuadra durante el inicio de la Guerra del Brasil.

## Historia
La fragata (también citada como corbeta) Comercio de Lima, con matrícula de Gibraltar y pabellón británico, entró en el puerto de la ciudad de Buenos Aires el 23 de noviembre de 1825, al mando del capitán Juan Bautista Viale.
Ofrecida en venta, el 19 de enero de 1826 el comandante de la escuadra Guillermo Brown efectuó un reconocimiento de la nave para evaluar su posible compra y señaló que "se le puede poner sobre puente y batería en ella de veinte y dos piezas" y que "en el entrepuente que es muy alto se puede poner diez piezas grueso calibre".
Brown, si bien consideró que era "muy vieja" decidió comprarla por "ser la mejor embarcación que se presenta para la actual guerra". El estado la adquirió el 23 de enero de 1826 en $25000 y fue incorporada a la Armada Argentina con el nombre de 25 de Mayo.
Alistada en guerra en Barracas (Buenos Aires), bajo la dirección personal de Brown (especialmente en lo relativo a su artillería), afirmó la bandera argentina el 7 de febrero de 1826 y enarboló la insignia del almirante convirtiéndose en su nave capitana en la fase inicial de la guerra con el Imperio del Brasil por la liberación de la Banda Oriental.
Respecto de la artillería, el detalle de las piezas varía según las fuentes. La Gaceta Mercantil del 10 de febrero y el 17 de abril de 1826 menciona 26 cañones, 4 de a 12 libras y 22 de a 9 libras, pero dada la fecha y en situación de guerra, probablemente los datos no sean confiables.
El Legajo del Museo Naval indica 6 cañones de a 16 libras, 6 cañones de a 12 libras, 14 cañones de a 10 libras y 8 cañones de a 8 libras. El historiador naval Arguindeguy menciona 4 cañones largos de a 16 y 4 de a 12, 14 cañones de a 12, 10 de a 8 y 4 gónadas de a 6. Por su parte, según Carranza y Sidders las piezas consistían en 10 cañones de a 8 libras, 16 gónadas de a 10 libras, 4 gónadas de a 12 libras, 2 cañones de a 12 libras y 4 cañones de a 16 libras.
En julio de 1826 portaba 22 cañones en la batería alta (11 por banda), 12 en la batería baja, dos miras de bronce a popa y un lanzador de cohetes a la Congreve de 12".
Tripulada por solo 200 hombres en la fase inicial de la campaña participó en el Combate de Punta Colares (9 de febrero de 1826) al mando del capitán Guillermo Parker. Durante ese combate "tiró casi dos veces por una vez que tiró el enemigo"' y Parker fue recompensado nombrándoselo 2º jefe de la escuadra.
Ya al mando directo del sargento mayor Tomás Espora, actuó como capitana en el Ataque a la Colonia del Sacramento (1826). Fue actora principal en el ataque a la fragata Nictheroy (10 y 11 de abril) y en el ataque a la fragata Emperatriz (27 y 28 de abril).
Con una tripulación de 275 hombres de marinería y tropa, sin incluir oficiales, luchó en el combate del Banco de Ortíz (2 de mayo) y en el de los Pozos (11 de junio) donde enfrentó con solo parte de la escuadra a 31 barcos enemigos.

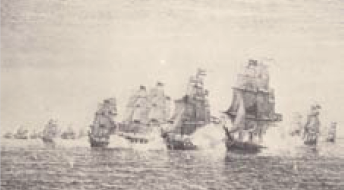
Combate de Quilmes.

El posterior bloqueo condujo al combate de Quilmes (29 y 30 de julio de 1826). En esa acción la 25 de Mayo inicio maniobras de ataque sobre el final de la línea de los buques imperiales, comprobando que algunas de sus naves se quedaban rezagadas, mientras que otras por indecisión de sus comandantes, ante la imponente magnitud de la fuerza enemiga, se abrían de la formación.
Seguida únicamente por la pequeña goleta Río de la Plata al mando del capitán Leonardo Rosales, la 25 de Mayo cortó a bala rasa la línea enemiga pero varó, convirtiéndose en el blanco principal del enemigo. Al finalizar la primera jornada tras un combate de tres horas, la 25 de Mayo presentaba más de treinta rumbos en el casco y 40 bajas en cubierta.
Al amanecer del 30 de julio se reanudó la acción y a las nueve de la mañana acudieron en ayuda ocho cañoneras y otros barcos mayores. Reorganizada la línea republicana y ante el temor de quedar varados por la bajante la escuadra brasileña se retiró y las naves argentinas (remolcada la 25 de Mayo) empavesadas como en días de gala regresaron al puerto de Buenos Aires.
El parte de Brown dice "Provocado a salir hemos batido pero no rendido al enemigo: permita V.E. le diga que los de la nación están libres. Me es sensible asegurar que son muchos los muertos y heridos y entre los últimos, mi bravo capitán Espora. La 25 de Mayo está completamente destrozada".
Su casco perforado por más de 100 impactos, popa y cubierta barrida con el fuego de la Nictheroi. Algunos autores aseguran que el casco estaba tan podrido que los cañonazos en lugar de astillas arrancaban nubes de aserrín y, en algunos casos, las balas quedaban retenidas en sus costados. De ser el caso ayudaría a explicar que las bajas, alrededor de 50 hombres entre muertos y heridos graves, fueran menores a las que corresponderían al castigo y a los daños que sufrió la nave.

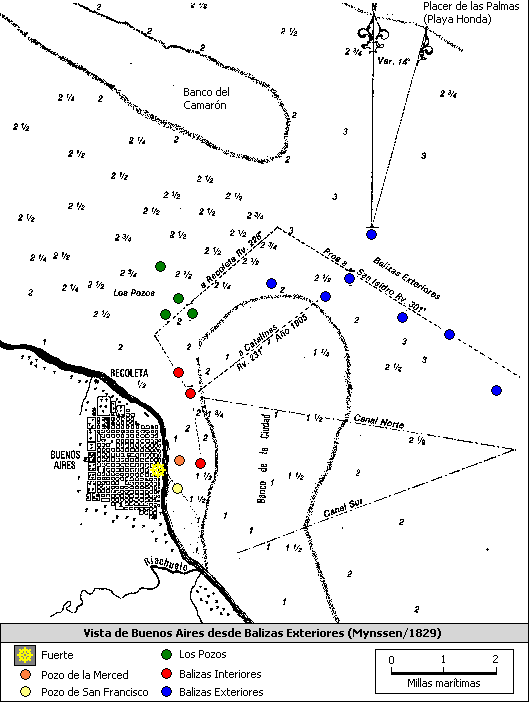
Buenos Aires, Río de la Plata (1829).

La nave fue remolcada a Los Pozos y luego frente a Retiro (Buenos Aires). En su parte del 30 de junio, Brown informó que "La 25 de Mayo está completamente destrozada". Dado su estado, el 4 de agosto fue raleada del servicio. El 7 de agosto de ese año se valuó su reparación y puesta en servicio en la suma de $19.006 por lo que se desistió y fue convertida en pontón al que se retiró la mayor parte de su artillería, anclas y velamen y finalmente su arboladura.
El 1 de febrero de 1827 se informó que sus cables precisaban una reparación urgente. Continuaba sirviendo como batería flotante y pontón, para tareas generales y como cárcel para los detenidos de la escuadra. En la noche del 18 de febrero cuatro marineros sentenciados robaron el bote de la 25 de Mayo y huyeron a tierra.
Del 29 al 31 de mayo la barca Congreso fue tumbada sobre la 25 de Mayo para ser reparada. El 1 de junio advirtiendo el acercamiento de naves brasileñas tiró un cañonazo y enarboló la señal indicando el alistamiento general de la escuadra.
El 19 de agosto intervino aún en el rechazo de cinco goletas brasileñas que entraron en persecución de la barca Columbus que procuraba romper el bloqueo.
La bajante extraordinaria del 9 de octubre de 1827 dejó sólo 4 o 5 pies de agua en Balizas Interiores. El bergantín Florida cargado en exceso se tumbó próximo a la fragata 25 de Mayo, que también escoró sobre estribor inundándose por las portas de la batería baja.
Según el Diario del comandante del puerto, su "jefe dejó abiertas las portas del costado de estribor, lado sobre el que tumbó, de la batería baja. En consecuencia, la bodega se llenó completamente de agua, con serio peligro para la nave".
La marea del 10 enderezó a todas las demás naves afectadas por la bajante pero al Florida y al 25 de Mayo se les abrieron vías de agua.
El 12 de octubre se continuaba descargando al Florida y la capitanía terminaba de retirar la artillería y trataba de auxiliar a la fragata con barriles, pero en la noche "fue a recalar sobre Las Toscas, como consecuencia del viento fresco del norte que sopló en nuestro puerto. Al parecer quedó seccionada en la parte de estribor, con algunos rumbos y abiertas todas sus costuras."
El 13 de octubre el comandante general de Marina Matías de Irigoyen informaba al ministro de Guerra Juan Ramón Balcarce que consideraba inútil "la continuación de todo marinero e hidráulico trabajo dirigido al adrizo de la referida fragata" y aconsejó su venta en pública subasta. El 14 de octubre ya se le había sacado "toda la artillería y la mayor parte de las balas, metrallas y cartuchos".
El 17 de octubre una sudestada que puso a flote al Florida y lo arrojó sobre la 25 de Mayo. El 3 de noviembre ambas naves se desprendieron. El 20 de octubre, la balandra Pilar terminó de transportar a Barracas las municiones que aún quedaban a bordo. Se fijó su remate para el 12 de noviembre, pero el 11 de noviembre otro fuerte temporal deshizo a la fragata, cuyos restos fueron señalados el día 22 con boyas a proa y a popa.
En agosto de 1933 sus restos fueron hallados por una draga en el antepuerto de Buenos Aires y rescatados. Se recuperaron entre otros restos 14 cañones, dos anclas, balas y granadas, lo que, tratándose realmente de los restos de la 25 de Mayo y no habiendo razones para dudar de los registros de la Capitanía, serían posiblemente utilizados como lastre. En diciembre de 1944 los restos fueron transportados al Museo Naval de Tigre para su estudio y conservación. Parte del maderamen recuperado permanece en exposición mientras que buena parte, por su rápida descomposición, fue incinerado en 1947.

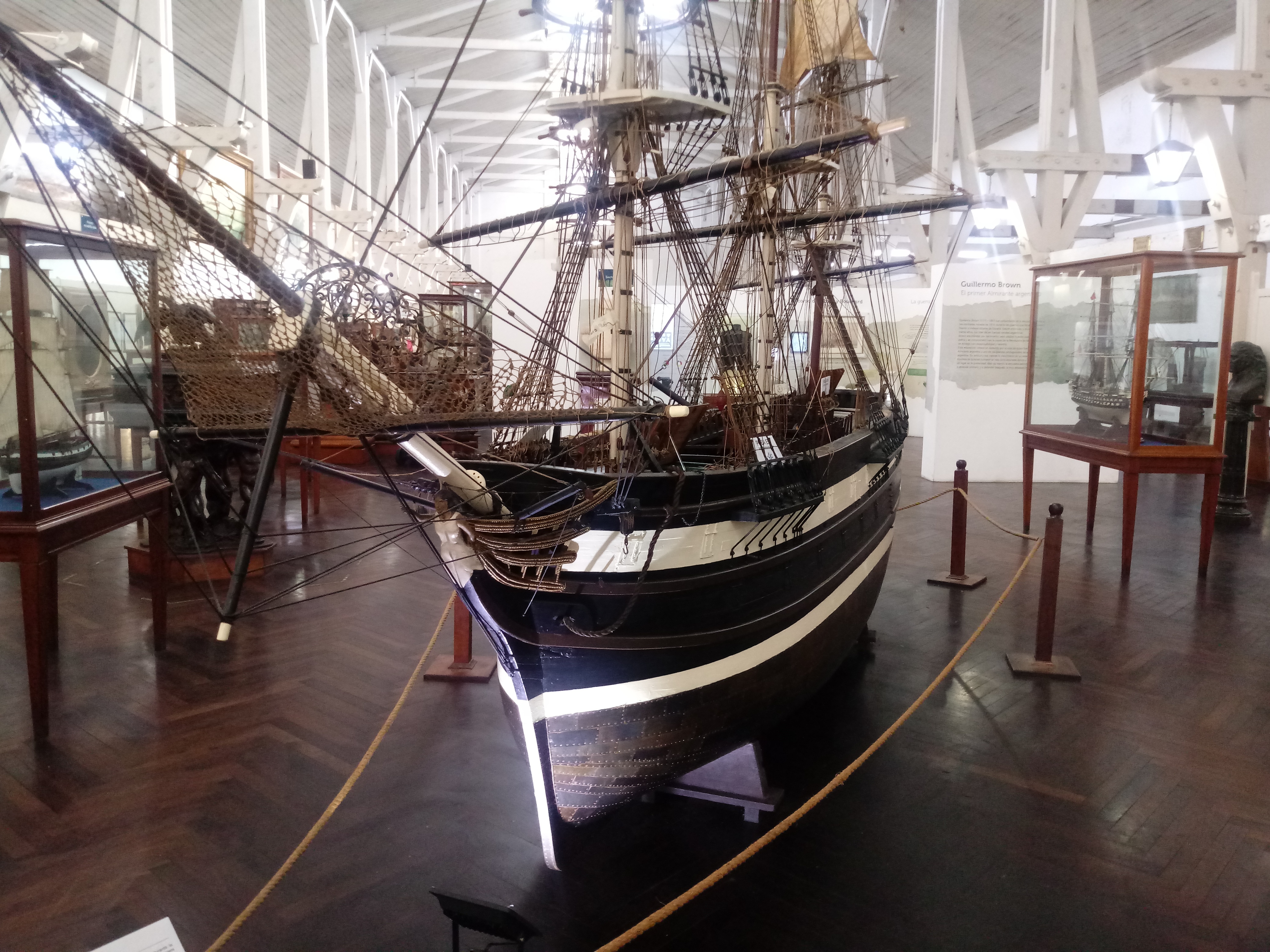
Modelo a escala de la fragata 25 de Mayo (1826) en la Sala Independencia del Museo Naval de la Nación